# Andrea Zenesini
Andrea Zenesini (Quistello, 25 febbraio 1923 – Milano, 30 gennaio 1984) è stato un imprenditore e dirigente sportivo italiano.

## Biografia
Iniziata la propria carriera professionale come garzone in una farmacia, fu il fondatore e proprietario della Europhon di Milano, importante azienda produttrice di elettronica di consumo, che sviluppò fino ai suoi massimi livelli, raggiunti negli anni settanta.
Fu proprietario e presidente della squadra di calcio della sua provincia d'origine, il Mantova, dal 1966 al 1976, nonché patron del Milano Baseball 1946 dal 1961 al 1970. Fu inoltre tesoriere della Lega Calcio.
Nel novembre 1978 fu vittima di un sequestro di persona avvenuto a Milano compiuto da parte di una banda criminale. La sua prigionia durò undici mesi, durante i quali si verificarono i suicidi del suocero e della madre; fu quindi liberato dopo che la famiglia pagò un riscatto di un miliardo e mezzo di lire.
È scomparso nel 1984 a seguito di un infarto, quattro mesi dopo il suicidio della moglie.